# Osornophryne antisana
Espèce
Statut de conservation UICN

 EN B1ab(iii,v) : En danger
Osornophryne antisana est une espèce d'amphibiens de la famille des Bufonidae.

## Répartition
Cette espèce est endémique de la province de Napo en Équateur,. Elle se rencontre entre 3 400 et 4 000 m d'altitude sur les volcans Antisana et Quilindaña. 
Les spécimens observés dans le département de Nariño appartiennent à une espèce non décrite.

## Description

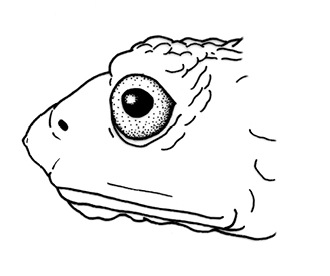
vue latérale du mâle

Le mâle holotype mesure 18,6 mm.

## Publication originale
- Hoogmoed, 1987 : New Osornophryne (Amphibia: Anura: Bufonidae) from the Atlantic Versant of the Andes in Ecuador. Zoologische Mededelingen, vol. 61, no 16, p. 209-242 (texte intégral).